# Calvin e il colonnello
Calvin e il colonnello (Calvin and the Colonel) è una serie animata prodotta da Kayro Productions.

## Personaggi principali
- Calvin Burnside
- Col. Montgomery J. Klaxon
- Maggie Belle Klaxon
- Sue
- Gladys
- Oliver Wendell Clutch

## Episodi
- The Television Job (3 ottobre 1961)
- The Polka Dot Bandit (10 ottobre 1961)
- Thanksgiving Dinner (17 ottobre 1961)
- The Costume Ball (24 ottobre 1961)
- Sycamore Lodge (31 ottobre 1961)
- Il grande risparmio (Money in the Closet) (7 novembre 1961)
- Calvin Gets Psychoanalyzed (27 gennaio 1962)
- Wheeling and Dealing (3 febbraio 1962)
- The Wreaking Crew (10 febbraio 1962)
- The Colonel's Old Flame (17 febbraio 1962)
- Sister Sue and the Police Captain (24 febbraio 1962)
- Jim Dandy Cleaners (3 marzo 1962)
- Jealousy (10 marzo 1962)
- Cloakroom (17 marzo 1962)
- Sister Sue's Sweetheart (24 marzo 1962)
- The Winning Number (31 marzo 1962)
- Calvin's Glamour Girl (7 aprile 1962)
- Colonel Out-Foxes Himself (14 aprile 1962)
- Nephew Newton's Fortune (21 aprile 1962)
- Calvin's Tax Problem (28 aprile 1962)
- Women's Club Picnic (5 maggio 1962)
- Magazine Romance (12 maggio 1962)
- Ring Reward (19 maggio 1962)
- The Carnappers (26 maggio 1962)
- Colonel Traps a Thief (2 giugno 1962)
- Back to Nashville (9 giugno 1962)